# Zangasso
Zangasso è un comune rurale del Mali facente parte del circondario di Koutiala, nella regione di Sikasso.
Il comune è composto da 10 nuclei abitati:
- Djitamana
- Fienso
- Gare
- Kiko
- Kolonto
- Kougoué
- N'Tosso
- Sangaba
- Tiarakassédougou
- Zangasso